# Disphragis meridionalis
Disphragis meridionalis is een vlinder uit de familie van de tandvlinders (Notodontidae). De wetenschappelijke naam van de soort is voor het eerst geldig gepubliceerd in 1932 door Max Wilhelm Karl Draudt.